# Lijst van beelden in Zevenaar
Dit is een (onvolledige) lijst van beelden in Zevenaar (gemeente). Onder een beeld wordt hier verstaan elk driedimensionaal kunstwerk in de openbare ruimte van de Nederlandse gemeente Zevenaar, waarbij beeld wordt gebruikt als verzamelbegrip voor sculpturen, standbeelden, installaties, gedenktekens en overige beeldhouwwerken.
Voor een volledig overzicht van de beschikbare afbeeldingen zie: Beelden in Zevenaar op Wikimedia Commons

## Aerdt
| Geplaatst | Omschrijving       | Kunstenaar   | Straat                    | Plaats | Materiaal | Afbeelding |
| --------- | ------------------ | ------------ | ------------------------- | ------ | --------- | ---------- |
| onbekend  | De leeuw van Aerdt | Ellen Welten | Aerdtsedijk/ Schoolstraat | Aerdt  |           |            |

## Babberich
| Geplaatst | Omschrijving                              | Kunstenaar          | Straat                                | Plaats    | Materiaal | Afbeelding |
| --------- | ----------------------------------------- | ------------------- | ------------------------------------- | --------- | --------- | ---------- |
| onbekend  | Calvarieberg                              | onbekend            | 's-Herenhof                           | Babberich |           |            |
| onbekend  | Heilig Hartbeeld                          | onbekend            | 's-Herenhof                           | Babberich |           |            |
| onbekend  | Sint Clara (gevelsteen)                   | onbekend            | 's-Herenhof 6                         | Babberich |           |            |
| onbekend  | Sint Franciscus                           | onbekend            | Kloosterpad (Kloosterbegraafplaats)   | Babberich |           |            |
| onbekend  | Zitelement met schildpad en andere dieren | Guilad van Zuilekom | Zandakker (Franseplein)               | Babberich |           |            |
| 1930      | Heilig Hartbeeld (Babberich, Beekseweg)   | Jan Custers         | Beekseweg (naast Sint Franciscuskerk) | Babberich |           |            |
| 1956      | Sint Franciscus en Koenraad van Parzham   | Urbanus Westerwoudt | Babborgaplein 5 (Sint Franciscuskerk) | Babberich |           |            |
| 1980      | Sint Jan de Doper                         | Ed van Teeseling    | Babborgaplein                         | Babberich |           |            |
| 1983      | Het verlangen naar Christus (mozaïek)     | Tony Ros            | Babborgaplein 5 (Sint Franciscuskerk) | Babberich |           |            |
| onbekend  | Binnenste Buiten                          | Peter van Tilburg   | Babborgaplein 3a (Kulturhuus De Borg) | Babberich |           |            |

## Giesbeek
| Geplaatst | Omschrijving  | Kunstenaar | Straat    | Plaats   | Materiaal | Afbeelding |
| --------- | ------------- | ---------- | --------- | -------- | --------- | ---------- |
| onbekend  | Kunstwerk Eén | onbekend   | Rivierweg | Giesbeek | staal     |            |

## Herwen
| Geplaatst | Omschrijving           | Kunstenaar      | Straat                    | Plaats | Materiaal | Afbeelding |
| --------- | ---------------------- | --------------- | ------------------------- | ------ | --------- | ---------- |
| 1970      | Moeder en kind         | Marius van Beek | Michaelstraat             | Herwen |           |            |
| 1976      | Dame op evenwichtsbalk | G.R.S. Peters   | Michaelstraat (De Cluse)  | Herwen |           |            |
| 1995      | Hoge vlucht            | Marga Brey      | Aerdtsedijk / Molenstraat | Herwen |           |            |

## Lathum
| Geplaatst | Omschrijving           | Kunstenaar | Straat    | Plaats | Materiaal | Afbeelding |
| --------- | ---------------------- | ---------- | --------- | ------ | --------- | ---------- |
| 1562      | Wapensteen Huis Lathum | onbekend   | Koestraat | Lathum | onbekend  |            |

## Lobith
| Geplaatst | Omschrijving          | Kunstenaar | Straat                   | Plaats | Materiaal | Afbeelding |
| --------- | --------------------- | ---------- | ------------------------ | ------ | --------- | ---------- |
| 1961      | Sint Maarten te paard | Tony Ros   | Sint Maartenhof          | Lobith |           |            |
| 1974      | De Haan               | Tony Ros   | Graaf Ottoweg            | Lobith |           |            |
| onbekend  | Sculptuur op muurtje  | onbekend   | Markt 7, (politiebureau) | Lobith |           |            |

## Oud-Zevenaar
| Geplaatst    | Omschrijving                                               | Kunstenaar                                                      | Straat                                     | Plaats       | Materiaal | Afbeelding |
| ------------ | ---------------------------------------------------------- | --------------------------------------------------------------- | ------------------------------------------ | ------------ | --------- | ---------- |
| onbekend     | Calvariescene (in het baarhuisje)                          | onbekend                                                        | Dijkweg (Begraafplaats)                    | Oud Zevenaar |           |            |
| onbekend     | Tafels en stoelen (twee opstellingen, oost- en westkant)   | Anita Ebbeling                                                  | De Roosdom                                 | Oud Zevenaar |           |            |
| onbekend     | Sint Maarten (gevelversiering)                             | onbekend                                                        | Hofweg 2 (woonhuis)                        | Oud Zevenaar |           |            |
| 1950 ca.     | St. Martinus (reliëf)                                      | onbekend                                                        | Martinusweg 6 (Brede school St. Martinus)  | Oud Zevenaar |           |            |
| 1982         | Paddenfontein                                              | Luigi Pedron en Mark Geels                                      | Sint-Annastraat                            | Oud Zevenaar |           |            |
| 1995         | Bertus de Scheper                                          | Peter Erftemeijer                                               | Kerkweg / Dijkweg                          | Oud Zevenaar |           |            |
| 1995 en 2012 | Reliëfs kinderspelen                                       | Eduard Speyart van Woerden en leerlingen van St. Martinusschool | Martinusweg 6 (Brede school St. Martinus)  | Oud Zevenaar |           |            |
| 2009         | De Koffer (uit de serie: De bieleman, de ree en de koffer) | Nicolas Dings                                                   | Babberichseweg (rotonde bij molen De Hoop) | Oud Zevenaar |           |            |
| 2009         | De Ree (uit de serie: De bieleman, de ree en de koffer)    | Nicolas Dings                                                   | Babberichseweg / Ringbaan Zuid, rotonde    | Oud Zevenaar |           |            |
| 2012         | Vlinder                                                    | Maarten van der Geest                                           | Martinusweg 6 (Brede school St. Martinus)  | Oud Zevenaar | polyester |            |
| 2016         | Monument voor het ongedoopte kind                          | Antoinette Ruiter                                               | Dijkweg (Begraafplaats)                    | Oud Zevenaar |           |            |

## Pannerden
| Geplaatst | Omschrijving        | Kunstenaar      | Straat                      | Plaats    | Materiaal | Afbeelding |
| --------- | ------------------- | --------------- | --------------------------- | --------- | --------- | ---------- |
| 1968      | Springende danseres | Marius van Beek | Renbaan 1a (Sporthal)       | Pannerden |           |            |
| 1978      | Moeder en kind      | Jac Maris       | Dorpsplein                  | Pannerden |           |            |
| 1987      | Werkers in het veld | Jac Maris       | Haspelstraat / Schoolstraat | Pannerden |           |            |
| 1999      | Landende zwaan      | Ellen Welten    | Doornenburgseweg            | Pannerden |           |            |

## Spijk
| Geplaatst | Omschrijving       | Kunstenaar     | Straat                         | Plaats | Materiaal | Afbeelding |
| --------- | ------------------ | -------------- | ------------------------------ | ------ | --------- | ---------- |
| 1993      | Und so weiter      | Miranda Rikken | Oude Kleefsepostweg-Spyker Weg | Spijk  |           |            |
| 2004      | De steenovenwerker | Marga Brey     | Kerkstraat                     | Spijk  |           |            |

## Zevenaar
| Geplaatst | Omschrijving                                                    | Kunstenaar                     | Straat                                                      | Plaats   | Materiaal                   | Afbeelding |
| --------- | --------------------------------------------------------------- | ------------------------------ | ----------------------------------------------------------- | -------- | --------------------------- | ---------- |
| onbekend  | Twee engelen                                                    | Ed van Teeseling               | Hunneveldweg 12                                             | Zevenaar |                             |            |
| onbekend  | Twee apen in een kooi                                           | Chris van den Berg             | Huygenslaan                                                 | Zevenaar |                             |            |
| onbekend  | De duiker                                                       | Oscar Goedhart                 | Lentemorgen 13 (zwembad)                                    | Zevenaar |                             |            |
| onbekend  | Sportende figuren                                               | John Rädecker                  | Lentemorgen 3 (sporthal)                                    | Zevenaar |                             |            |
| onbekend  | Weerspiegeling, rimpeling en plons in het water (gevelornament) | Jac. Frencken                  | Lentemorgen 13 (zwembad)                                    | Zevenaar | hout                        |            |
| onbekend  | Honingraat                                                      | John Rädecker                  | Platanenlaan                                                | Zevenaar |                             |            |
| onbekend  | Plastiek (gevelornament)                                        | Jac Maris                      | Thorbeckestraat 20                                          | Zevenaar | kunststof                   |            |
| onbekend  | Speelbank met afbeeldingen                                      | Albert Diekerhof               | Heldringstraat / Vestersbos 2 (NME terrein)                 | Zevenaar | beton                       |            |
| onbekend  | Toiletmakend meisje                                             | Auguste Manche                 | Vestersbos 4 (binnentuin)                                   | Zevenaar |                             |            |
| onbekend  | Meisje met tamboerijn                                           | Auguste Manche                 | Van Beethovenstraat / Paganinistraat                        | Zevenaar |                             |            |
| onbekend  | Turner                                                          | Auguste Manche                 | Van Beethovenstraat / Schubertstraat                        | Zevenaar |                             |            |
| onbekend  | Zonnewijzer                                                     | onbekend                       | Mozartlaan / Van Beethovenstraat                            | Zevenaar | staal op gemetselde sokkel  |            |
| onbekend  | Abstract plastiek                                               | Oscar Goedhart                 | Willem de Zwijgerlaan 52 (op het speelplein)                | Zevenaar | brons op betonnen onderstel |            |
| onbekend  | Speelheuvels (2 objecten)                                       | Gerard Höweler                 | Kardinaal de Jongstraat / Abraham Kuyperstraat              | Zevenaar | natuursteen                 |            |
| onbekend  | Spelende kinderen                                               | Jan Teulings                   | Vincent van Goghstraat / Schelfhoutstraat                   | Zevenaar | natuursteen en beton        |            |
| onbekend  | Madonna met het wapen van Zevenaar                              | Piet Schoenmakers              | Kerkstraat 27 (Gemeentehuis)                                | Zevenaar | keramiek                    |            |
| onbekend  | Jacobakruik                                                     | Goldewijk                      | Kerkstraat 27 (Gemeentehuis)                                | Zevenaar | keramiek                    |            |
| onbekend  | Gebogen buis                                                    | Frans Peeters 1970             | Kerkstraat 27 (Gemeentehuis)                                | Zevenaar | Polyester                   |            |
| onbekend  | Twee ringen                                                     | Frans Hippmann en Marcel Kruis | Slenterweg 8 / Rosandeweg (muziekcentrum Crescendo)         | Zevenaar | metaal                      |            |
| onbekend  | Obelisk                                                         | onbekend                       | Markt bij 47 (Plein achter appartementencomplex Deelenhove) | Zevenaar |                             |            |
| onbekend  | De Wolk                                                         | Hans Roebers                   | Arnhemseweg bij 3/ Raadhuisplein                            | Zevenaar |                             | [ 2 ]      |
| onbekend  | Lichtboom                                                       | Bruno Vermeersch (architect)   | Stationsplein                                               | Zevenaar | metaal                      |            |
| onbekend  | Gedenksteen Amnesty International                               |                                | Stationsplein (park)                                        | Zevenaar | graniet                     |            |
| onbekend  | Postrijder?                                                     | onbekend                       | Nieuwe Doelenstraat 19 (Telefooncentrale KPN)               | Zevenaar | natuursteen                 |            |
| onbekend  | Gevelsteen                                                      | onbekend                       | Nieuwe Doelenstraat 19                                      | Zevenaar | natuursteen                 |            |
| onbekend  | Gevelsteen                                                      | onbekend                       | Kerkstraat 2 (H. Andreaskerk)                               | Zevenaar |                             |            |
| onbekend  | Toren op de Burcht van Masiusplein                              | Buro Topia                     | Masiusplein                                                 | Zevenaar | staal                       |            |
| onbekend  | Dwarsprofiel van de grond- en bouwlagen                         | J.Verhagen (stadsarcheoloog)   | Masiusplein (betonnen zijwand van de parkeergarage)         | Zevenaar |                             |            |
| onbekend  | Wapentegels (negen verschillende)                               | onbekend                       | Masiusplein (parkeerdek)                                    | Zevenaar | Belgisch hardsteen          |            |
| onbekend  | Grenspalen (3 locaties), blauw                                  | Yvonne Keijzer                 | Stationsplein                                               | Zevenaar | beton en keramische tegels  |            |
| onbekend  | Grenspalen (3 locaties), geel                                   | Yvonne Keijzer                 | Winkelcentrum Muldershof                                    | Zevenaar | beton en keramische tegels  |            |
| onbekend  | Grenspalen (3 locaties), groen                                  | Yvonne Keijzer                 | Winkelcentrum Muldershof                                    | Zevenaar | beton en keramische tegels  |            |
| onbekend  | Ora et Labora (gestileerde letters, BIDT EN WERK)               | Yvonne Keijzer                 | P.C. Boutensstraat / Huygenslaan (Molukse Kerk)             | Zevenaar | beton en keramische tegels  |            |
| onbekend  | Meetingpoint                                                    | Roland de Jong Orlando         | Platanenlaan 1-3 (IKC, integraal kindcentrum)               | Zevenaar | blauw staal                 |            |
| onbekend  | Zuil van Mercurion (drie objecten)                              | Bas Maters                     | bij Hunneveldweg 2 (bij restaurant)                         | Zevenaar | natuursteen                 |            |
| onbekend  | Zuil van Mercurion (drie objecten)                              | Bas Maters                     | bij Mercurion 10-12 (A12)                                   | Zevenaar | natuursteen                 |            |
| onbekend  | Zuil van Mercurion (drie objecten)                              | Bas Maters                     | Reisenakker 6 (Bedrijvenpark Mercurion)                     | Zevenaar | natuursteen                 |            |
| onbekend  | Metamorfose                                                     | J. Staring                     | Botterland bij 113                                          | Zevenaar | staal                       |            |
| onbekend  | Rode zuil op straatwerk                                         | onbekend                       | Zonegge 24 (Politiebureau)                                  | Zevenaar | staal                       |            |
| onbekend  | Herkenningselement                                              | Eugène Terwindt                | Heerenmäten bij 1                                           | Zevenaar | beton en staal              |            |
| onbekend  | Plastiek                                                        | onbekend                       | Heerenmäten bij 6 (schoolplein)                             | Zevenaar | beton en straatwerk         |            |
|           | (reliëf)                                                        |                                | Arnhemseweg, kapel begraafplaats                            | Zevenaar |                             |            |
| 1961      | 'De Vier Tamboers'                                              | Ubbo Scheffer                  | Raadhuisplein                                               | Zevenaar |                             |            |
| 1966      | Staand meisje - Anne Frank                                      | Marius van Beek                | Haspelstraat / Ridder Anselmstraat                          | Zevenaar |                             |            |
| 1977 ?    | Zevenjarig jongetje (of Steven, Stenen gooiende jongeling)      | Ed van Teeseling               | Lentemorgen / De Hooge Bongert 1 (Bibliotheek Liemers)      | Zevenaar |                             |            |
| 1982      | Zeven Aren                                                      | Huub en Adelheid Kortekaas     | Marktstraat                                                 | Zevenaar | brons                       |            |
| 1989      | De Tempel van Europa                                            | Jan Dirk Nibbeling             | Tortonaplein                                                | Zevenaar | beton en staal              |            |
| 1996      | Overbrugging                                                    | Tirza Verrips                  | Heesackers bij 8 (in de vijver)                             | Zevenaar | aluminium                   |            |
| 2009      | De Bieleman (uit de serie: De bieleman, de ree en de koffer)    | Nicolas Dings                  | Babberichseweg / Ringbaan Oost (rotonde)                    | Zevenaar |                             |            |